# Chaplin som Politibetjent
Chaplin som Politibetjent er en amerikansk stumfilm fra 1917 af Charles Chaplin.

## Medvirkende
- Charles Chaplin
- Edna Purviance
- Eric Campbell
- Albert Austin
- Lloyd Bacon